# Schal

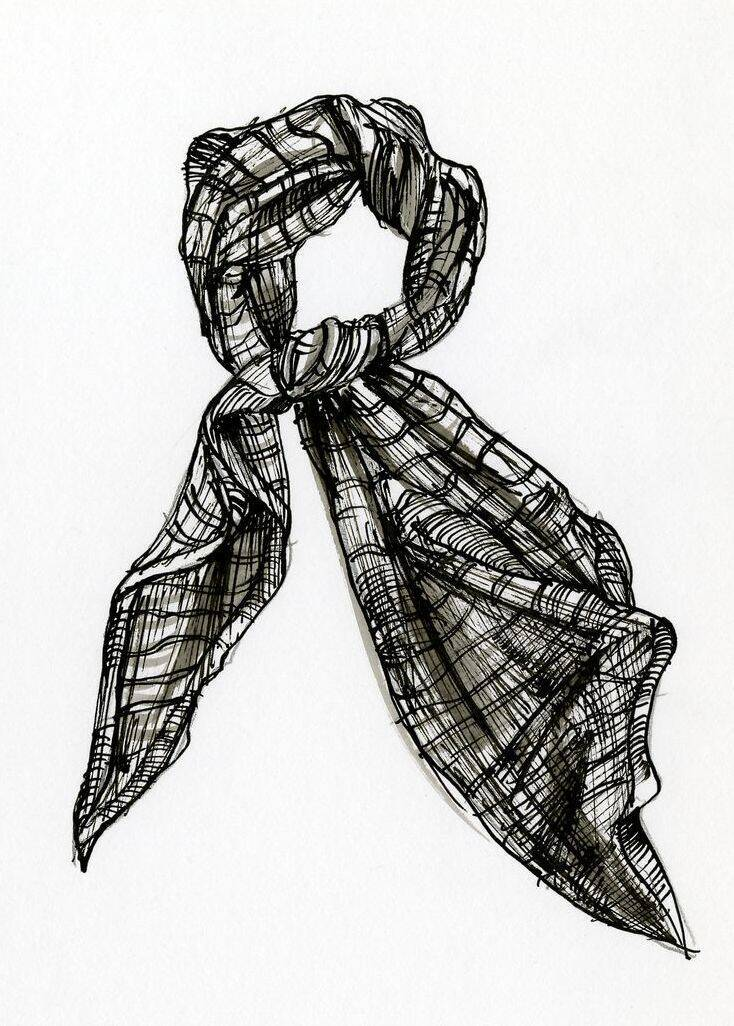
Schal

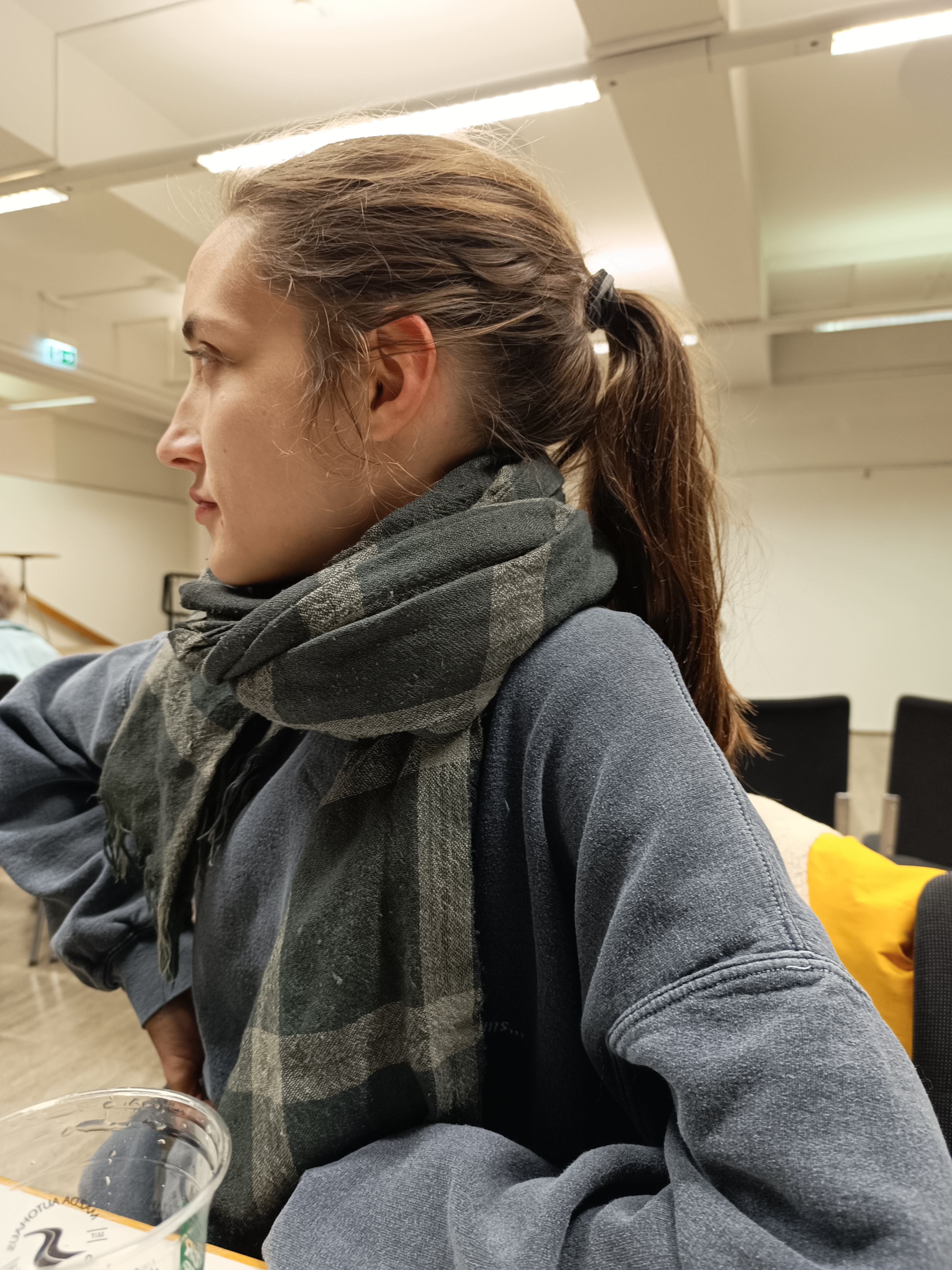
Junge Frau trägt Schal

Ein Schal (persisch شال, DMG šāl, über Englisch shawl, ‚Umhängetuch‘, ‚Kopftuch‘) ist ein um Hals und Schultern getragenes, meist rechteckiges Textil beliebiger Größe. Schals, ursprünglich aus Kaschmir, kamen ab dem 15. Jahrhundert nach Europa. Vor allem im 19. Jahrhundert waren shawls in Form von großen Umhängetüchern fester Bestandteil der europäischen Damenmode. Mit Aufkommen des Mantels im 20. Jahrhundert nahm die Größe der Schals ab. Heute wird unter einem Schal überwiegend ein wärmendes oder schmückendes langes, schmales Tuch verstanden, das um den Hals gelegt oder geschlungen wird.

## Geschichte

### šāl-Textilien aus Kaschmir
Mindestens seit dem 14. Jahrhundert exportierte Kaschmir, gefördert durch den Sultan Zain-ul-Abidin, hochwertige Textilien aus der Wolle (pashm) und dem Unterhaar (Pashmina) der Kaschmirziege, das aus dem nahegelegenen westlichen Tibet bezogen wurde. Die für ihre aufwändigen Muster berühmten Tücher waren gewebt (Kani-Schals), bestickt (Amli-Schals mit Kashidakari) oder in einer einzigartigen köperbindigen Wirkereitechnik mithilfe einer großen Anzahl von Garnspulen hergestellt. Diese zeitintensive Handarbeit machte den šāl in Kombination mit der hochwertigen Naturfaser von Beginn an zu einem Luxusprodukt. Aus šāl wurden nicht nur Schultertücher für Männer und Frauen gefertigt, sondern auch patkas, Männergewänder (jama, Jamawar) und andere Kleidungsstücke ebenso wie Wohntextilien; der Begriff bezeichnete demnach die Textilie – heute kommt dem der Begriff Pashmina am nächsten. Abnehmer waren schon früh die Sultane von Indien, später auch die Mogule. Über die Seidenstraße erreichten sie Zentralasien, China, das russische Zarenreich und das Osmanische Reich. Ab dem 16. Jahrhundert ist eine Verbreitung in Persien belegt. Als Luxusgegenstand wurde die Textilie ab dem 16. Jahrhundert im Mogulreich und in Persien als Teil einer Ehrenrobe (khil’at) hochrangigen Unterstützern für ihre Dienste überreicht. Großmogul Akbar ließ šāl-Produktionsstätten in Lahore, Patna und Agra einrichten, wo auch Seide und Schafwolle zur Herstellung verwendet wurden. Erst gegen Ende des 17. Jahrhunderts verbreitete sich das Boteh-Muster für die šāl-Textilien, woraus in Europa das Paisleymuster entstand.

### shawlsin Europa

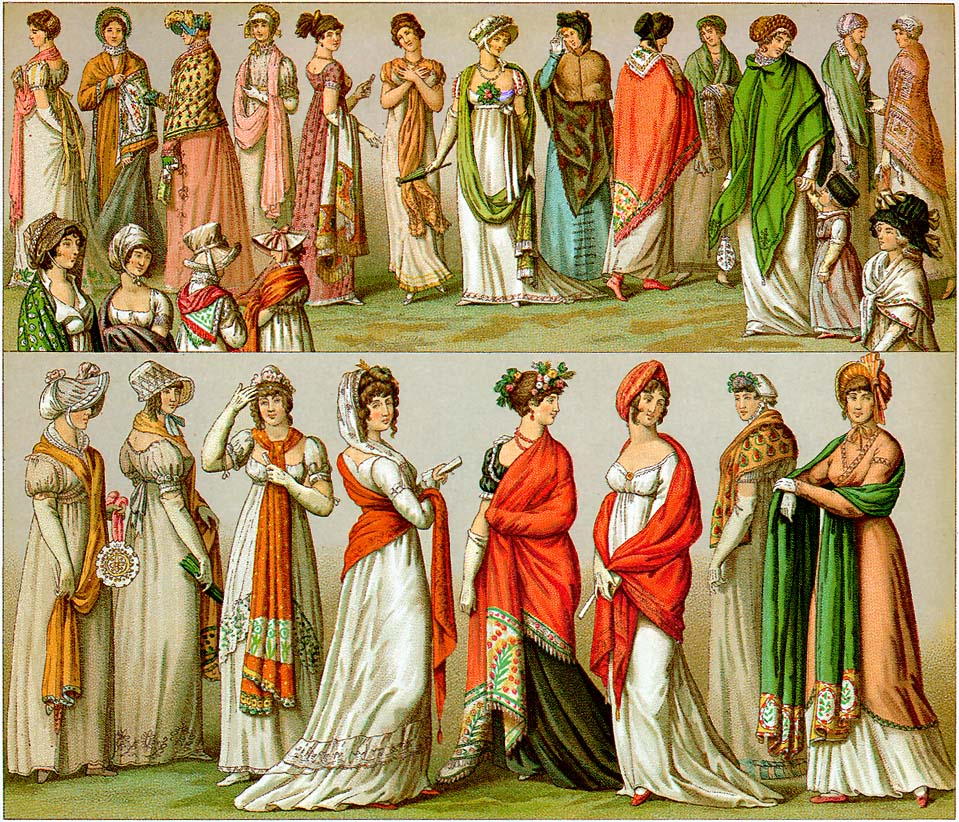
Shawls in Frankreich Anfang des 19. Jahrhunderts

Die ersten šāl-Textilien kamen im 15. Jahrhundert als Fürstengeschenke nach Europa, hatten aber keine Auswirkungen auf die europäische Mode. Im 18. Jahrhundert gelangten über die Britische Ostindien-Kompagnie die ersten šāl-Textilien mit Boteh-Muster nach Europa, ab den 1780er Jahren auch an die amerikanische Ostküste. Zunächst als Geschenke und Souvenirs für Freunde und Verwandte, traten diese Textilien, nun shawl genannt, ab den 1760er Jahren in der britischen Mode als Schulter- und Umhängetücher auf; die Ostindien-Kompanie monopolisierte den Handel schon bald ähnlich wie zuvor für Chintz. Im Directoire und Empire wurde zu den dünnen Chemisen neben dem Fichu der Long-Shawl getragen. Er war bis zu 4,5 Meter lang und 1,50 Meter breit und wurde lose um die Schultern gelegt, konnte vorne oder im Rücken geknotet werden oder die Enden lang herunterhängen lassen. Schnell entwickelte sich eine europäische shawl-Industrie, die die Formen, Farben und Muster der importierten Produkte nachahmte. Berühmt wurde etwa der Wiener Schal, auch Türkischer Schal genannt, aus gewebter und bedruckter Schaf- oder Kaschmirwolle. Auch in Edinburgh webte man bereits ab den 1770er Jahren shawls, 1802 begann in Paisley die Produktion von Thibet shawls aus einem Seide-Woll-Gemisch. 1806 nahm das Russische Kaiserreich die Produktion von shawls auf. Aus diesen Textilien wurden im frühen 19. Jahrhundert auch Kleider, Herrenwesten, Morgenmäntel und Turbane geschneidert. In Frankreich wurden Schals erstmals von Guillaume Ternaux 1801 in Paris ausgestellt. Kaiserin Joséphine verbreitete die shawl-Mode im darauffolgenden Jahrzehnt in Paris. Shawls wurden zu einem beliebten und hochpreisigen Hochzeitsgeschenk in Großbritannien und Frankreich, so dass sie zum Accessoire verheirateter Frauen wurden.
Im Laufe des 19. Jahrhunderts wurde der Begriff shawl zur alleinigen Bezeichnung für Umhängetücher in der Damenmode, unabhängig von der Textilie. Zwischen 1840 und 1870 erlebte der shawl in Europa einen weiteren Höhepunkt: das Textil nahm nun eine sehr große, quadratische, mit Fransen verzierte Form an, die zu einem Dreieck gelegt wurde und den Mantel oder den Mantelet ersetzte. Eine bedeutende Industrie zur Herstellung von Shawls, die vor allem auch nach Indien exportiert wurde, befand sich in Greiz in Thüringen, das berühmt für Thibets, Merinos und Cachemires aus Kammgarn war. Die Musterung von Shawls, ab 1856 aus Anilinfarben, bedeckte meist den gesamten Stoff. Der Deutsch-Französische Krieg wird häufig als Endpunkt der shawl-Mode genannt, doch auch andere Faktoren spielten eine Rolle. Ab den 1880er waren shawls und das Paisleymuster eher in der viktorianischen Inneneinrichtung, etwa als Vorhang oder Möbelbezug, wiederzufinden.

### 20. Jahrhundert bis heute
Als sich im 20. Jahrhundert der Mantel auch für Frauen durchsetzte, entwickelte sich der Schal zu einem kleinen Textil, das meist nur im Mantelausschnitt getragen wurde. Paul Poiret machte in der Damenmode des Art déco noch einmal einen langen, schmalen Schal zur Mode. Im Wintersport kamen, passend zu Pullover und Mütze, die ersten gestrickten Schals auf. In den 1970er Jahren führte Emanuel Ungaro das Plaid in die Haute Couture ein. Zusammen mit dem Schal wurde es zum wichtigen Accessoires, das dekorativ über die Schulter drapiert oder um den Hals geschlungen wird. Material, Technik und Form von Schals der Damen- und Herrenmode variiert seit Beginn des 20. Jahrhunderts stark und ist stark trendabhängig.

## Material und Verarbeitung
Das ursprünglich verwendete Material Kaschmirwolle (auch bekannt als Cashmere) ist eine feine, sehr weiche Faser, welche aus dem Edelhaar der Kaschmirziege gewonnen wird, und sehr viel wärmender als Schafwolle ist. Kaschmir ist eine der wertvollsten und teuersten Naturfasern und wird deshalb häufig mit Merinowolle oder anderer Schafwolle gemischt angeboten. Der Verkaufspreis ist hoch und richtet sich nach deren Qualität. Pashmina-Schals werden aus Kaschmirwolle oder einem Kaschmir-Seiden-Mix gefertigt.
Heute verwendete Materialien sind Seide, Schurwolle, Kaschmirwolle, Polyacryl, teilweise beschönigend als Cashmink bezeichnet, und Fleecegewebe.
Zunehmend werden Schals nicht nur gestrickt oder gewebt, sondern auch gefilzt. Dadurch sind phantasievolle Muster, Bildmotive und auch Durchbrucharbeiten möglich. Weitere Gestaltungsmöglichkeiten ergeben sich durch Materialmix, wie feine Schurwolle mit Seide.

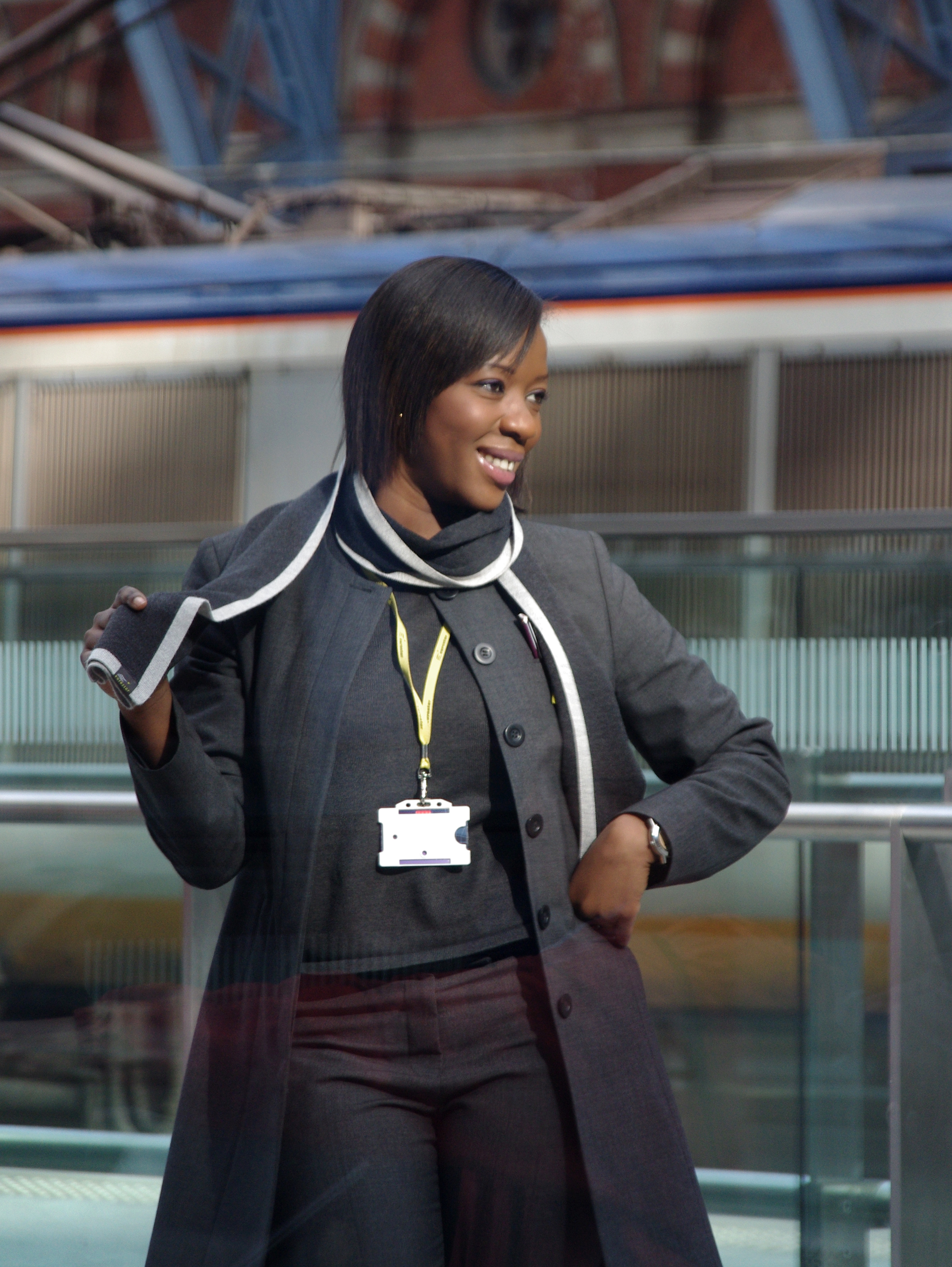
Schal als Teil einer Uniform
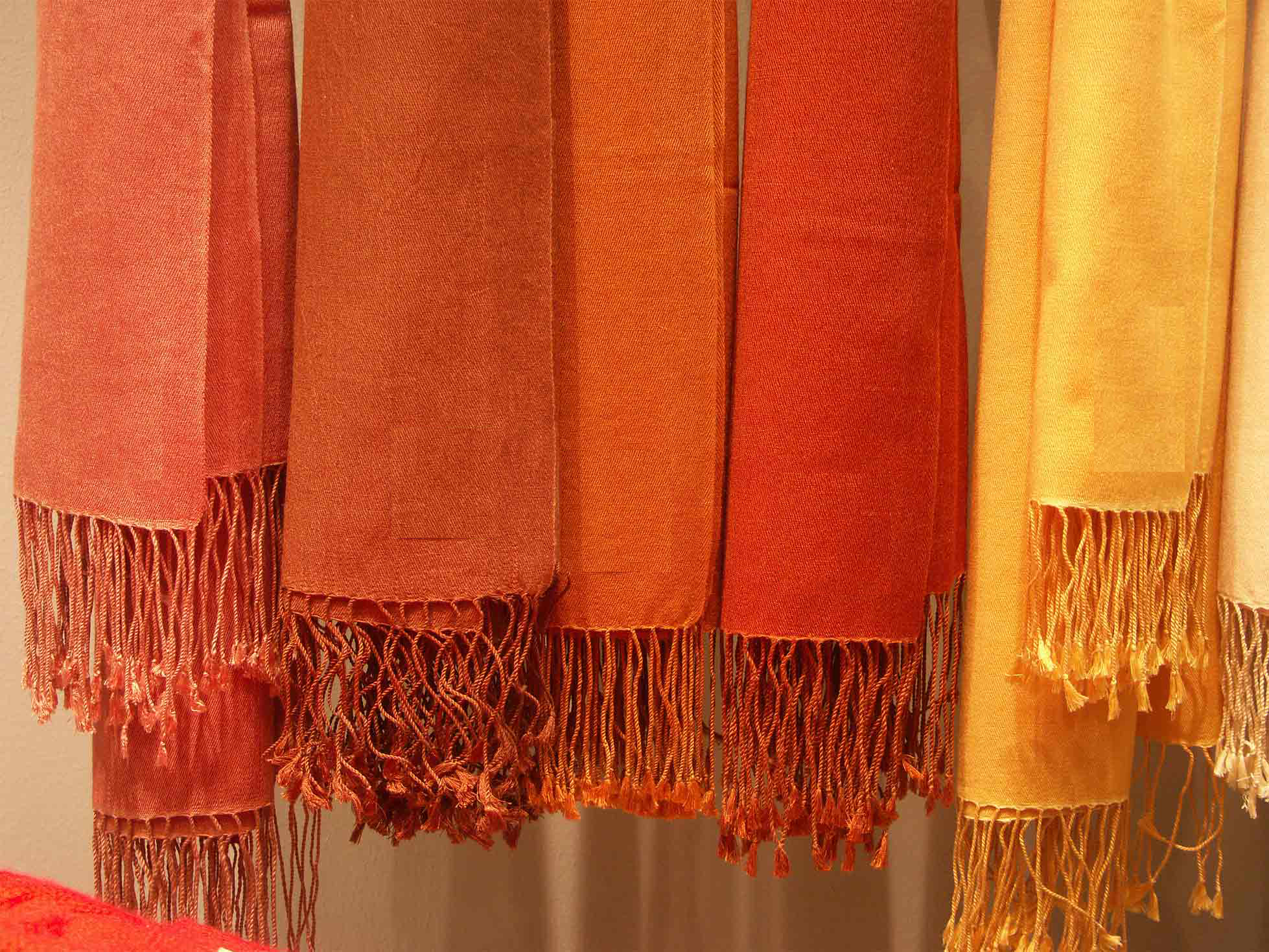
Pashmina-Schals aus Kaschmirwolle und Seide
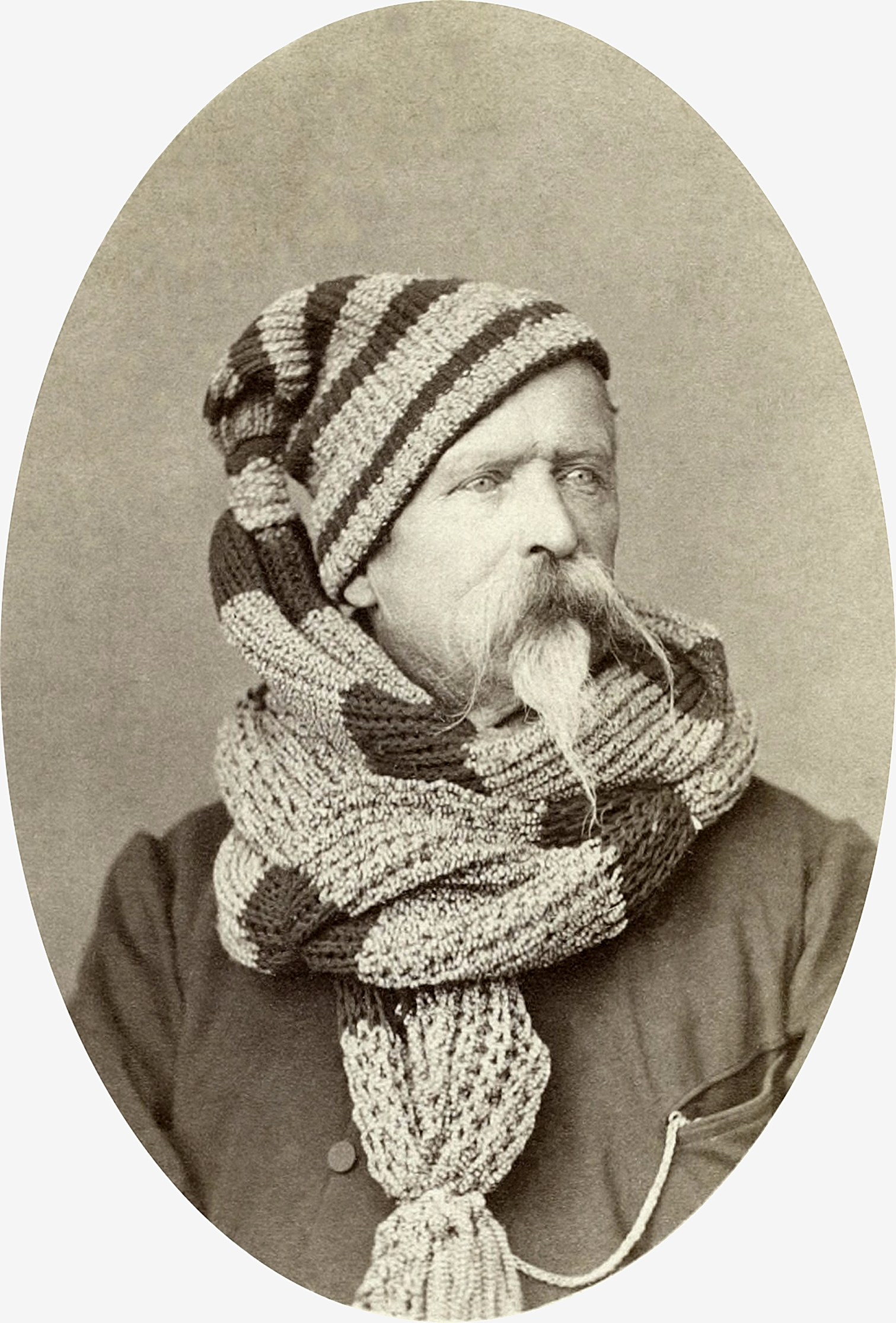
Mann mit Wollschal und -mütze
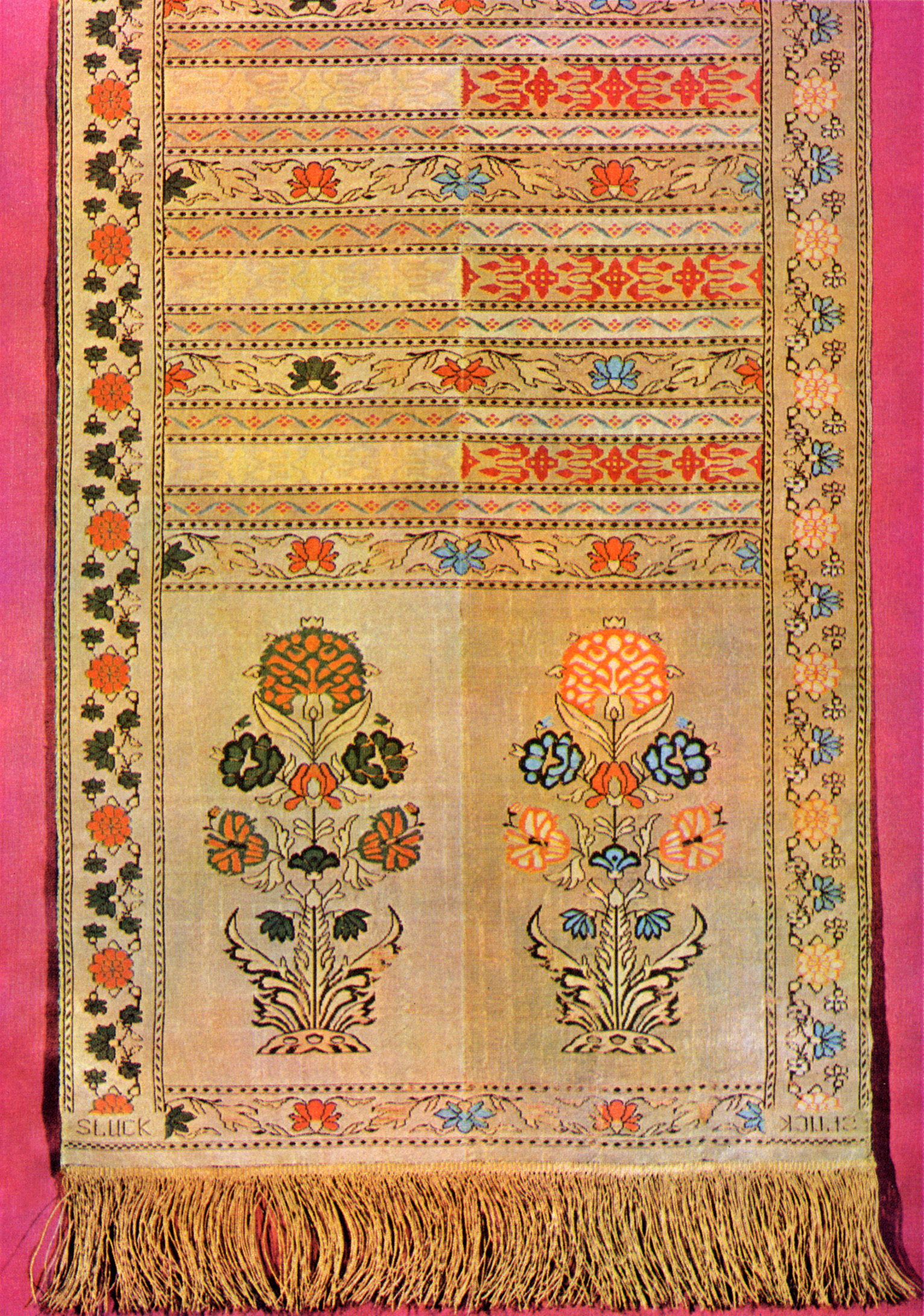
Seidenschal aus Polen mit Goldstickerei, 18. Jhd., sogenannter Slutsk sash, getragen als Kontusz
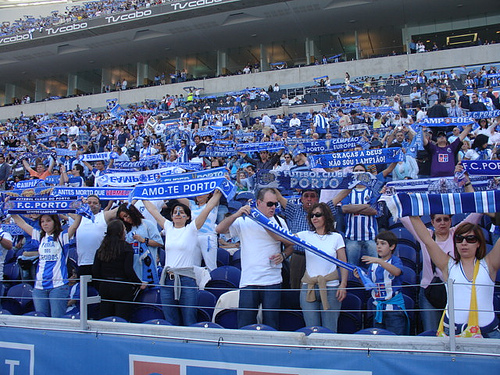
Fußballfans mit Fanschals
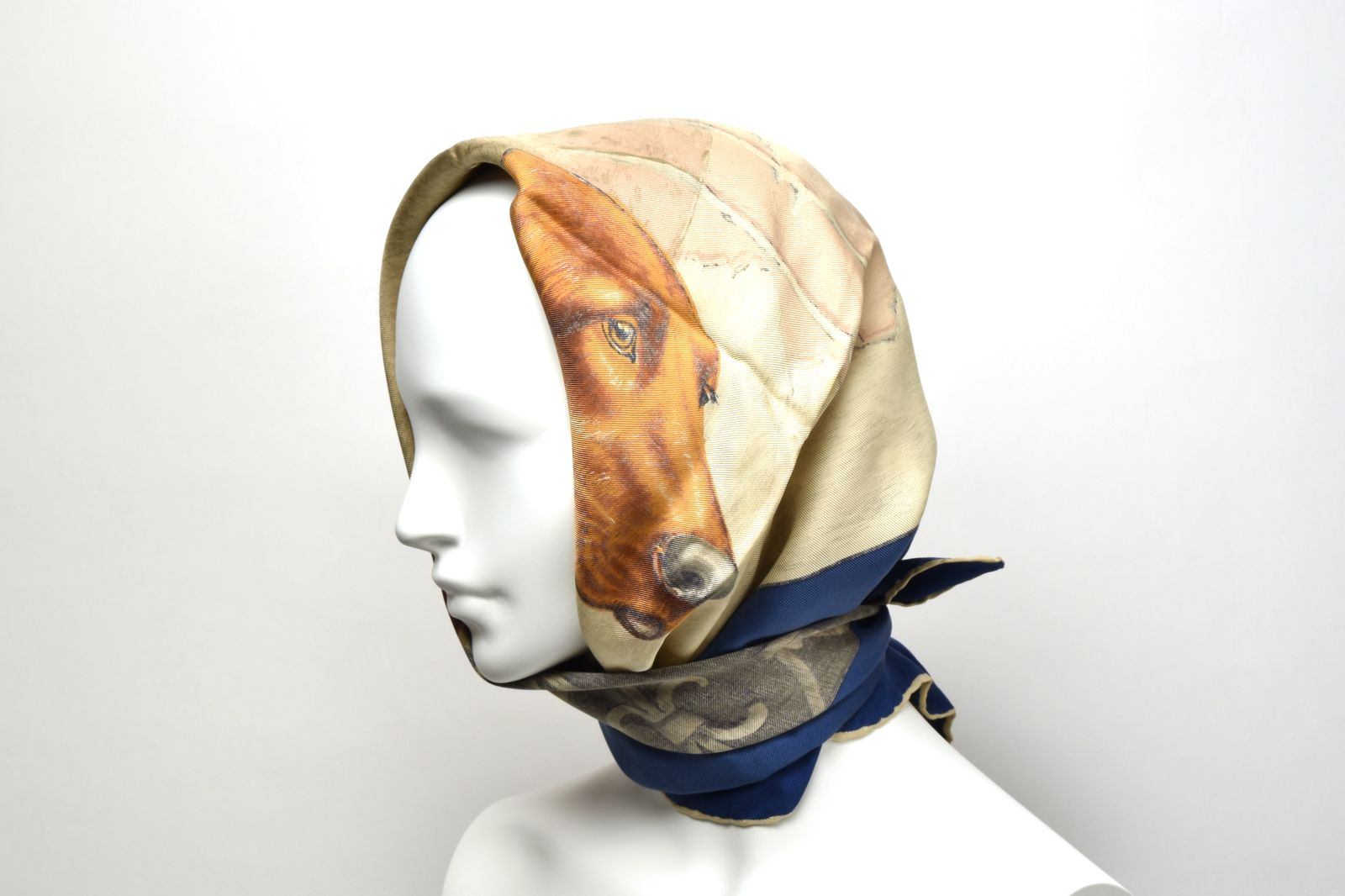
Rechteckiger Seidenschal als modisches Kopftuch (Niederlande, 1955–1965)

## Verschiedene Modelle
- Seidenschal: Seidenschals wurden in der Geschichte sowohl von Männern getragen, z. B. als weißer Seidenschal zum Frack, als auch von Frauen, z. B. als Kopf- oder Halstuch. Vor allem Hermès ist für seine Seidenschals bekannt.[10]
- Krawattenschal: Der Krawattenschal wird, sowohl unter wie über dem Hemdkragen, mehrfach um den Hals geschlungen.
- Schlauchschal (Loop): Der Schlauchschal ist ein in einem ringförmigen Stück verarbeiteter Schal, der eine feste Länge besitzt und einmal oder mehrmals um den Hals geschlungen werden kann.
- Fanschal: Der Fanschal, in der Regel aus Kunstfasern wie Polyester oder Polyacrylat, wird vor allem beim Eishockey und Fußball von Vereinsfans getragen.[11]